# Norrfinland
Norrfinland är en historisk benämning (i användning från 1300-talet) på ungefär den del av det historiska landskapet Egentliga Finland som ligger väster om Aura å (som genomflyter Åbo), ända till Satakunda. Området motsvarade vad som i början av 1900-talet var Masko, Vemo och Virmo härader i Åbo län.